# Province de Sơn La
Sơn La est une des provinces de la région du Nord-ouest du Viêt Nam.

## Géographie

### Localisation
La province se situe à 320 km de Hanoï et est traversé par la route nationale 6. La province comprend trois points de passage de la frontière avec le Laos : un à Chiềng Khương, un à Pa Háng et un à Nà Cài (commune de Chiềng On).

### Topographie
La province a une élévation moyenne de 600-700 mètres au dessus du niveau de la mer. Près de 97 % de la province se trouve dans les bassins versants des rivières Noire et Ma. Il y a deux plateaux : le plateau de Mộc Châu et le plateau de Sơn La.

### Climat
La province a un climat subtropical humide dans les montagnes, avec une saison sèches et froides et des étés chauds et humides accompagnés de fortes pluies. En raison de l'encaissement du terrain, de nombreux micros-climats existent permettant le développement de la production agro-forestière. Le plateau de Mộc Châu convient aux plantes des milieux tempérées et aux animaux. Les rives de la rivière Noire conviennent aux arbres tropicaux à feuillage persistant.
Les statistiques montrent que la température moyenne annuelle de Sơn La tend à augmenter ces 20 dernières années avec une augmentation de 0,5 °C à 0,6 °C. La température moyenne annuelle à Sơn La est de 21,1 °C et à Yên Châ de 23 °C. La pluviométrie annuelle moyenne diminue (elle s'élève à 1 402 mm pour Sơn La et à 1 563 pour Mộc Châu). L'humidité moyenne diminue également. Les sécheresses en hiver et les vents chauds et secs de l'Ouest dans les derniers mois de la saison sèche et au début de la saison des pluies sont des facteurs qui influent sur la production agricole de la province.

## Histoire
Avant 1479, Sơn La (qui comprenait la ville même et les districts actuels de Mộc Châu, Yên Châu, Mai Sơn, Sông Mã, Thuận Châu) était le territoire du royaume Bồn Man. En 1479, Sơn La a été officiellement incorporé dans Đại Việt sous le roi Lê Thánh Tông et dans la province de Hưng Hóa.
Le 24 mai 1886, le châu de Sơn La est fondée à partir du district de Gia Hưng, province de Hưng Hoá dont il fut séparé avec un statut équivalent. Le major de Chateaurochet en était le député adjoint. Son successeur fut Moulié (en novembre 1886).
Le 9 septembre 1891, le IVe territoire militaire est créé puis, le 27 février 1892, le district militaire de Vạn Bú  est établi et constitué de deux phủ (ancienne unité administrative) et de huit châu (ancienne division administratives). Il est alors commandé par le major Théophile Pennequin qui sera remplacé par le capitaine Diguet (1893-1956) et le major Norminot (1895).
Le 10 octobre 1895, le district de Vạn Bú et la ville de Vạn Bú (actuelle Tạ Bú) sont établis. À cette époque, M. Cillilat, portant le titre d'ambassadeur de France à Van Bú, a remplacé le major Norminot.
Le 23 août 1904, le châu de Sơn La devient la province de Sơn La avec pour capitale la ville de Sơn La. Le premier envoie français, Jean Monpeyrat, prit ses fonctions à Sèvénier de 1902 à 1909. Ses successeurs étaient M. Hernandez (1909-1911), Fillion, Bonnermain, Louis René, Pierre Grossin, Nempont, Romanetti, Saint-Poulot (1928-1933), Cousseau, Gabon et Robert. En 1907, le ministre Monpeyrat construisit la prison de Sơn La. En 1917, Laumet ouvrit une école pour enseigner le vietnamien et le français. En 1933, Gabriel de Saint-Poulof (remplaçant Romanetti en 1928) est mort lors d'une tentative d'évasion des prisonniers de Sơn La. Il fut remplacé en 1939 par Cousseau, lequel fut remplacé par Robert qui conserva ce poste jusqu'en 1945.
Après 1946, la province de Sơn La formait, avec les provinces de Lai Châu et de Phong Thổ établies par la France, la « région autonome thaï » sous la direction de la France.
Entre 1948 et 1953, la province appartenait au Việt Bắc et comprenait six districts : Mường La, Thuận Châu, Phù Yên, district de Mai Sơn, Yên Châu et le Mộc Châu.
Entre 1953 et 1955, la province est située dans la région du Nord-ouest.
Entre 1955 et 1962, la province est abandonnée et appartient à la région autonome de Thái-Mèo.
Entre 1962 et 1975, la région autonome est renommée en région autonome de Tây Bắc. Elle comprend sept districts avec l'ajout des districts de Quỳnh Nhai et Sông Mã et le transfert du district de Phù Yên dans la province de Nghĩa Lộ.
Après la dissolution de la région autonome de Tây Bắc, la province récupère deux districts de la province de Nghĩa Lộ : les districts de Phù Yên et de Bắc Yên. À partir de cette date, la province se subdivise en un chef-lieu : Sơn La et neuf districts : les districts de Bắc Yên, Mai Sơn, Mộc Châu, Mường La, Phù Yên, Quỳnh Nhai, Sông Mã, Thuận Châu et Yên Châu.
Le 2 décembre 2003, le district de Sông Mã a été divisé en deux districts : celui de Sông Mã et celui de Sốp Cộp.
Le 3 septembre 2008, Sơn La prit officiellement le statut de ville.
Le 10 juin 2013, le district de Mộc Châu est divisé en deux : le district de Mộc Châu (dans son nouveau découpage) et le district de Vân Hồ.

Carte de la province entre 1975 et 2003.
Carte de la province entre 2003 et 2013.
Carte de la province depuis 2013.

## Administration
La province se compose d'une ville Sơn La et de onze districts.
| Nom                  | Population (2009) | Subdivisions                    |
| -------------------- | ----------------- | ------------------------------- |
| Ville, chef-lieu (1) |                   |                                 |
| Sơn La               | 98 751            | 7 quartiers, 5 communes rurales |
| Districts (11)       |                   |                                 |
| Bắc Yên              | 56 796            | 1 ville, 15 communes rurales    |
| Mai Sơn              | 137 341           | 1 ville, 21 communes rurales    |
| Mộc Châu             | 104 730           | 2 villes, 13 communes rurales   |
| Mường La             | 91 377            | 1 ville, 15 communes rurales    |

| Nom        | Population (2009) | Subdivisions                 |
| ---------- | ----------------- | ---------------------------- |
| Phù Yên    | 106 892           | 1 ville, 26 communes rurales |
| Quỳnh Nhai | 58 493            | 11 communes rurales          |
| Sông Mã    | 126 099           | 1 ville, 18 communes rurales |
| Sốp Cộp    | 39 038            | 8 communes rurales           |
| Thuận Châu | 147 374           | 1 ville, 29 communes rurales |
| Vân Hồ     | 55 797            | 14 communes rurales          |
| Yên Châu   | 68 753            | 1 ville, 14 communes rurales |

## Démographie
| 2012      | 2015      | - | - | - | - | - | - | - |
| --------- | --------- | - | - | - | - | - | - | - |
| 1 134 300 | 1 195 107 | - | - | - | - | - | - | - |

## Sources
- (vi) Cet article est partiellement ou en totalité issu de l’article de Wikipédia en vietnamien intitulé « Sơn La » (voir la liste des auteurs).

## Compléments